# Cinna (questor)
Cinna (en llatí Cinna), va ser un magistrat romà. Formava part de la família dels Cinna.
Era probablement germà de Luci Corneli Cinna, pretor l'any 44 aC, i fill del cònsol de l'any 86 aC Luci Corneli Cinna. Va servir com a qüestor quan Dolabel·la era cònsol i es va oposar a Brut.